# Aéroport national de l'île de Naxos
L’aéroport national de Naxos (en grec moderne : Κρατικός Αερολιμένας Νάξου, (code IATA : JNX • code OACI : LGNX)) sur l'île de Naxos est un des plus petits de Grèce. Il est assez peu fréquenté et uniquement par des vols nationaux Olympic Air. Il n'est qu'un aéroport de passagers, il ne fait pas de fret. Sa fréquentation est en légère augmentation depuis quelques années.

## Situation

### Carte des aéroports en Grèce
| \| 50 km1:6 137 000 \| Agrinion Aktion Alexandreia Alexandroúpoli Andravida Áraxos Astypalée Athènes · E. Venizélos Céphalonie La Canée Chios Corfou Héraklion Icarie Ioannina Kalamata Kalymnos Karpathos Kassos Kastellórizo Kastoria Kavala Cythère Kos Kotroni Kozani Larissa Lemnos Leros Milos Mykonos Mytilène Naxos Néa Anchíalos Paros Rhodes Maritsa Samos Santorin Sitía Skiathos Skyros Sparte Syros Tanagra Tatoi Thessalonique Tripoli Tympaki Zante Kastelli |
| 50 km1:6 137 000 |

## Compagnies et destinations
| Compagnies  | Destinations         |
| ----------- | -------------------- |
| Olympic Air | Athènes E.-Venizélos |
| Sky Express | Athènes E.-Venizélos |

Édité le 16/05/2020

## Statistiques
Pour des raisons techniques, il est temporairement impossible d'afficher le graphique qui aurait dû être présenté ici.

Voir la requête brute et les sources sur Wikidata.
|                                                   | Naxos  | Paros  | Mykonos | Santorin |
| Nombre de vols (atterrissages et décollages) 2004 | 926    | 1 680  | 6 136   | 6 971    |
| Nombre de vols (atterrissages et décollages) 2006 | 886    | 1 641  | 6 466   | 8 344    |
| Nombre de vols (atterrissages et décollages) 2013 | 858    | 2 220  | 6 880   | 8 142    |
| Nombre de vols (atterrissages et décollages) 2014 | 1050   | 2 226  | 9 428   | 10 466   |
| Nombre de vols (atterrissages et décollages) 2015 | 1418   | 2 266  | 10 128  | 12 576   |
| Nombre de départs (2004)                          | 15 000 | 15 000 | 168 000 | 283 000  |
| Nombre de départs (2006)                          | 15 000 | 16 000 | 199 000 | 352 000  |
| Nombre de départs (2015)                          | 21 000 | ?      | ?       | ?        |
| Nombre d'arrivées (2004)                          | 13 000 | 18 000 | 166 000 | 265 000  |
| Nombre d'arrivées (2006)                          | 13 000 | 21 000 | 198 000 | 326 000  |
| Nombre d'arrivées (2015)                          | 23 000 | ?      | ?       | ?        |
| Source : Office national grec de la Statistique   |        |        |         |          |

1. ↑  Office national grec de la Statistique.